# Dżawad Hosejnabadi
Dżawad Hosejnabadi (ur. 31 grudnia 1993) – irański siatkarz, grający na pozycji środkowego, reprezentant Iranu. Od sezonu 2018/2019 występuje w drużynie Saipa Alborz.

## Sukcesy klubowe
Klubowe Mistrzostwa Azji:
- 2013, 2019[1]

Mistrzostwo Iranu:
- 2019

## Sukcesy reprezentacyjne
Mistrzostwa Azji Kadetów:
- 2010

Mistrzostwa Azji Juniorów:
- 2012

Mistrzostwa Azji U-23:
- 2015[2]

## Nagrody indywidualne
- 2012 - Najlepszy punktujący Mistrzostw Azji Juniorów
- 2015 - Najlepszy środkowy Mistrzostw Azji U-23